# Heurodes
Heurodes es un género de arañas araneomorfas de la familia Araneidae. Se encuentra en el Sudeste de Asia y Tasmania.

## Lista de especies
Según The World Spider Catalog 12.0:
- Heurodes fratrellus (Chamberlin, 1924)
- Heurodes porculus (Simon, 1877)
- Heurodes turritus (Keyserling, 1886)